# ツェッヒ (小惑星)
ツェッヒ（2623 Zech）は、小惑星帯にある小惑星。1919年9月に、カール・ラインムートがハイデルベルクのケーニッヒシュトゥール天文台で発見した。

## 名称
ドイツの天文学者、ゲルト・ツェッヒ（Gert Zech、1941年 -　）に因む。ツェッヒは、ハイデルベルクにある天文計算研究所の研究者であり、学術誌 Astronomy and Astrophysics Abstracts の編集者でもある。
発見後70年余りにわたって名称が与えられないままであったが、1992年2月の小惑星回報で命名が公表された。この名称は、天文計算研究所のルッツ・D・シュマーデルが提案したもので、この天体の軌道要素を計算したオットー・キッペスも支持した。

## 註
1. 1 2 3  MPC 19692（1992年2月18日）